# Xian de Huili
Le xian de Huili (会理县 ; pinyin : Huìlǐ Xiàn) est un district administratif de la province du Sichuan en Chine. Il est placé sous la juridiction de la préfecture autonome yi de Liangshan.

## Démographie
La population du district était de 420 853 habitants en 1999.